# 後斜角筋
後斜角筋（こうしゃかくきん、英語: scalenus posterior muscle）は頚部の筋肉のうち、頚堆の横突起から肋骨に伸びる筋肉である。前斜角筋、中斜角筋と平行し、最も後方（posterior)を走っている。繋がっている第二肋骨を上方に引く作用を持つ。
後斜角筋の起始は、全ての第四～第七頚堆の横突起から起こり、第二肋骨に停止する。